# A38高速公路
A38高速公路是法国科多尔省的一条免费高速公路。该高速公路连接Pouilly-en-Auxois和第戎。
A38原有编号为H6。

## 历史
在A38高速的规划时期就计划将它与A6相接，1973年大部分施工结束，编号为H6